# Autoroute A480 (France)
L'autoroute A480 est une autoroute urbaine de la métropole grenobloise, entièrement gratuite et desservant l'ouest de l'agglomération, sur une distance de 12,5 km. Elle constitue sa rocade ouest, et borde la rivière Drac sur sa presque totalité et fait le lien entre l'autoroute A48 et l'autoroute A51. Cette voie permet aussi le lien avec l'autoroute A41 par l'intermédiaire de la Rocade sud de Grenoble. 
L'autoroute était initialement gérée par l'État à travers la DIR Centre-Est. Elle est concédée depuis 2015 à l'AREA qui doit procéder à son élargissement partiel. Ce projet, en cours de réalisation, provoque une importante discorde dans l'agglomération grenobloise.
Cette autoroute a porté le numéro B48 jusqu'en 1982.

## Caractéristiques
- 2 × 3 voies (depuis 2024)
- 12,5 km de longueur
- Plusieurs ouvrages d'art sont situés sur le cours de l'autoroute, dont le pont des Martyrs entre Sassenage et Grenoble, le pont du Vercors et le pont Esclangon entre Fontaine et Grenoble, l'échangeur du pont de Catane entre Seyssinet-Pariset et Grenoble et enfin, l'échangeur du Rondeau, partagé entre les communes d'Échirolles, de Seyssins et de Grenoble.

## Histoire
- 1966 : à l'approche des Jeux Olympiques de Grenoble, l'État décide de la construction de l'« autoroute du Drac » par décret du 9 juillet 1966 déclarant « [...] d'utilité publique les travaux de construction de l'autoroute du Drac (B. 48) comprise entre l'autoroute Grenoble-Voreppe A. 48 et la rue Verlaine à Grenoble [...] »[2].
- 1967 : mise en service du tronçon entre l'A48 et la sortie 4, les Eaux-Claires, en 2 × 2 voies. L'autoroute est installée sur la digue du Drac, à la place d'une ancienne voie ferrée d'intérêt local, partant de la gare de Grenoble et desservant plusieurs entreprises jusqu'à l'usine de la Viscose, à proximité de l'actuel échangeur du Rondeau[3]. Une bretelle sur une seule chaussée continue sur la digue avant de tourner à l'est pour rejoindre la rocade sud au carrefour du Rondeau qui vient d'être transformé en un grand rond-point.
- 1973 : décret du 2 juillet 1973 déclarant d'utilité publique la suite de l'autoroute jusqu'à Varces (RN 75) toujours sous l'appellation B 48[4].
- 1982 : mise en service de la section Eaux-Claires - échangeur du Rondeau en 2 × 2 voies. Mise en service de la section Échangeur du Rondeau - Varces sur une seule chaussée en 1 × 2 voies. L'autoroute devient l'A480. L'échangeur du Rondeau ne sera complètement fonctionnel qu'en 1983, en particulier avec la connexion à la départementale D6, par le nouveau pont sur le Drac.
- 1989 : mise en 2 × 3 voies de la section Rondeau - Espace-Comboire-nord (sortie 6) puis en 2 × 2 voies jusqu'au Pont-de-Claix (sortie 7).
- 1990 : mise en 2 × 2 voies de la section Pont-de-Claix - Varces (sortie 10).
- 1993 : échangeur du Rondeau : changement de la bretelle A480-nord vers la Rocade sud pour avoir des virages moins serrés. L'échangeur conservera cette configuration jusqu'en 2020.
- 1994 : ouverture du demi-diffuseur pour Vizille, d'une longueur de 4 km. Il constitue le nouveau début de la RN 85, remplaçant l'ancienne section démarrant dans le Pont-de-Claix.
- 1980-2005 : nombreux ajouts et réaménagements d'échangeurs.
- 1999 : mise en service du premier tronçon de l'A51 qui prolonge l'A480.
- 2015 : dans le cadre du plan de relance autoroutière, l'A480 est concédée à l'AREA, afin de l'élargir à 2 × 3 voies entre l'A48 et l'échangeur du Rondeau[5].
- 2018 : travaux préparatoires à l'élargissement
- 2019 - 2022 : travaux d'élargissement entre Saint-Égrève et l'échangeur du Rondeau
- 2022 : la mise en service de l'A480 est prévue pour le premier semestre 2022[6].
- 2025 : le 27 mai, mise en service du tube nord permettant de rejoindre l'A480 depuis la rocade sud, permettant la réouverture de la bretelle entre Chambéry et Sisteron (A480 Sud). Le 3 juin, ouverture de la liaison entre Sisteron et Chambéry et le 4 juin, ouverture de la liaison entre Lyon et Chambéry[7].

## Sorties
- Échangeur entre A48 et A480 à 0 km : Lyon, Valence (A49), Saint-Égrève - nord
- 1 Z.I. Saint-Égrève à 0,8 km : Saint-Égrève, Z.I. Saint-Martin-le-Vinoux (demi-échangeur)
- 1.1 Sassenage à 1 km : Sassenage, Polygone scientifique, Z.I Fontaine (tiers-échangeur)
- 1.2 Polygone scientifique : Polygone scientifique (quart-échangeur)
- 2 Fontaine à 4 km : Fontaine - centre, Grenoble - Gares, Europole
- 3a Seyssinet-Pariset à 5 km : Seyssinet-Pariset, Z.I. des Vouillands
- 3b Grenoble - centre à 5 km : Grenoble, Clinique Mutualiste
- 4 Grenoble - les Eaux Claires à 6 km : Grenoble, Villeneuve, Grand'Place, Stade Lesdiguières (tiers-échangeur)
- 5a Rocade Sud (RN 87) (échangeur du Rondeau) à 7 km : Chambéry, Turin - Milan (A43), Saint-Martin-d'Hères, Échirolles - centre
- 5b Seyssins à 7 km : Seyssins, Seyssinet-Pariset-Z.I.
- 6 Espace Comboire - nord à 8 km : Espace Comboire (tiers-échangeur)
- Espace Comboire - sud à 9 km : Espace Comboire
- 7 Pont-de-Claix à 10 km : Pont-de-Claix, Échirolles - ouest
- 8 Vizille (RN 85) à 11 km : Gap, Briançon, Vizille (demi-échangeur)
- 9 Claix à 12 km : Claix (Les Bauches)

Après la sortie no 9, l'A480 se raccorde à la section nord de l'A51, gérée par le même concessionnaire, et qui se dirige vers Sisteron (Fin de la voie autoroutière à Monestier de Clermont).
La suite du contournement périphérique de Grenoble, correspond à la voie urbaine de la Rocade sud, classifiée sous l'appellation de RN 87 et qui se prolonge jusqu'à Meylan, avant de se raccorder à l'A41.

## Projets

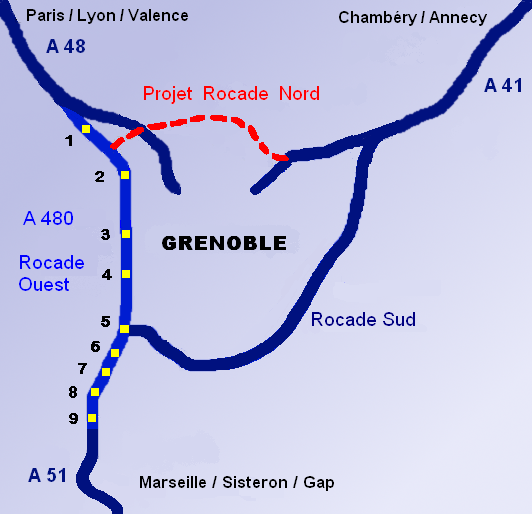
En rouge, le projet de rocade Nord, abandonné après avis défavorables des commissions d'enquête.

### Rocade nord
Un premier projet, celui d'une de la « rocade nord » de Grenoble, fut tout d'abord prévu pour se raccorder au nord de l'autoroute A480 jusqu’à l'A41, en passant sous le massif de la Chartreuse, au niveau du site de la Bastille à Grenoble. Les deux extrémités de cette portion routière, en grande partie souterraine, se seraient situées entre le quartier de la Presqu'île de Grenoble (à la limite de la commune de Fontaine) et la commune de La Tronche (au niveau du CHU de Grenoble).
Cependant, ce projet a subi plusieurs avis défavorables, dont le dernier, en date du 23 mars 2010, émis par la commission d'enquête à la demande du Conseil départemental de l'Isère, qui a poussé les collectivités concernées, dont la ville de Grenoble, à abandonner ce projet.

### Création d'une voie supplémentaire

#### Origines

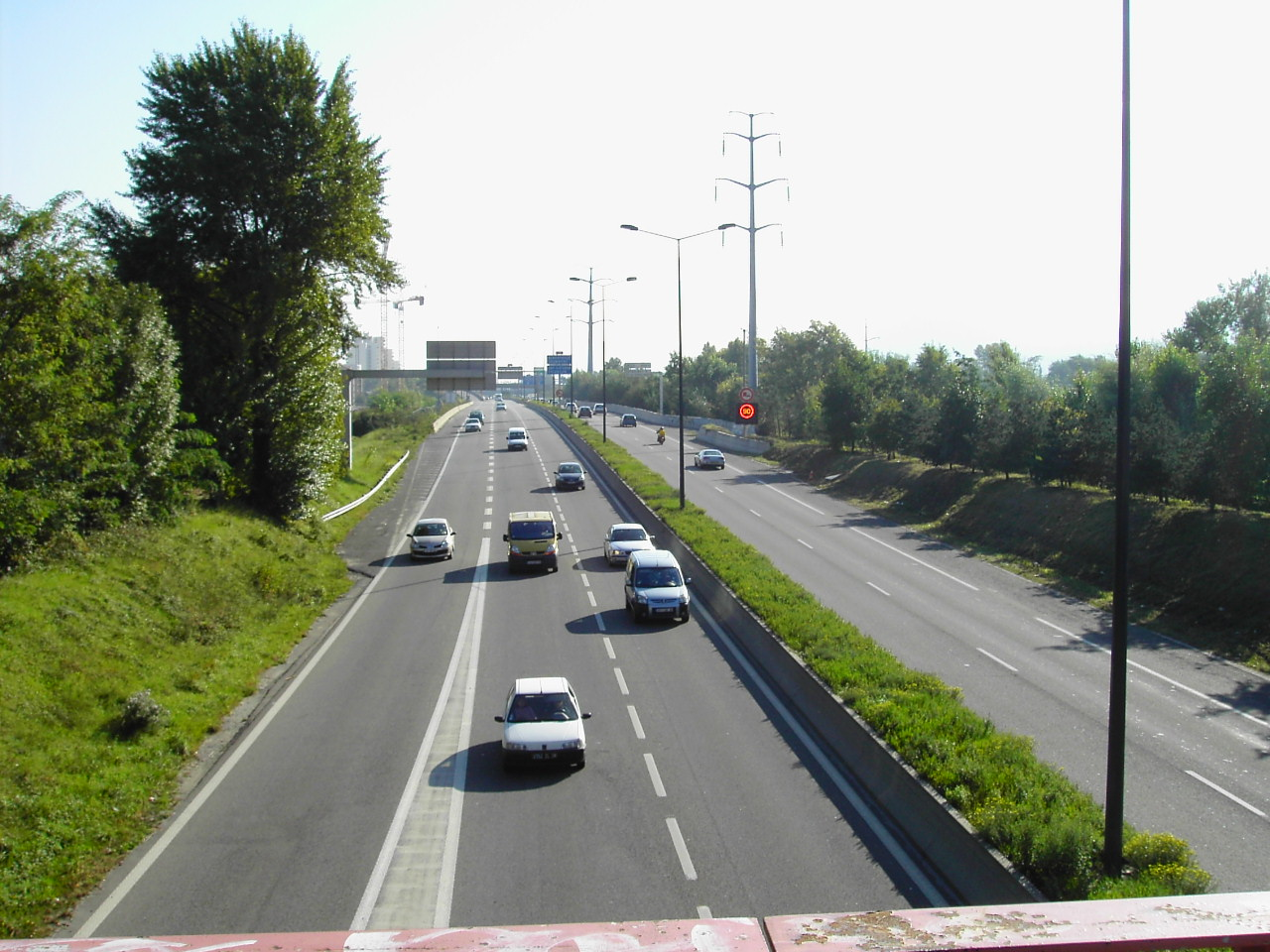
L'unique partie à trois voies de cette autoroute avant son élargissement correspondait à une voie d'entrecroisement entre l'échangeur du pont de Catane et celui du pont du Vercors.

L'idée de relier la partie nord de l'A51 (Grenoble - Varces - Col du Fau) à sa partie sud (Marseille - Septèmes - Sisteron - La Saulce) est très ancienne. L'année 2007 est la dernière année de travaux d'infrastructure et les deux tronçons de cette autoroute à péage sont distantes de plus de cent kilomètres, l'une de l'autre. Cependant le coût d'une telle opération entraîne un refus net de la part de l'État. Dès lors, la région Rhône-Alpes, le département de l'Isère et le syndicat d'aménagement du Trièves émettront le souhait d'un « aménagement des départementale RD 1075 (ancienne RN 75) et de la route nationale 85 couplé à une meilleure desserte ferroviaire ». 
Le projet d'autoroute étant abandonné, il a tout de même eu l'intérêt de mettre en avant le problème de l'A480, connu, au niveau régional, pour ses ralentissements et ses embouteillages incessants et donc préalablement identifié comme un obstacle à la création de ce nouvel axe autoroutier nord-sud. Le coûteux projet de tunnel sous la Bastille, prévu pour dévier une partie de la circulation, ayant été rejeté, l'idée d'élargir l'axe à 2 × 2 voies que constitue l'A480 en 2 × 3 voies, reste l'unique solution mais également l'unique proposition pour les défenseurs du transport routier au niveau local.

#### Le projet initial
Dès le début de la décennie 2010, le projet de lancer les travaux pour ajouter une voie supplémentaire sur ce tronçon est évoqué par les médias locaux :
Le 15 novembre 2011, le quotidien le Dauphiné libéré évoque un « A480 bientôt à trois voies » et présente la démarche de l'État quant à l'aménagement des tronçons de cette autoroute :
« [...] L’État a scindé les 12 km de tracé de l'A480, depuis l'A48 au nord jusqu’à la RN 85 au sud, en trois tronçons : le secteur nord (de l’échangeur des Martyrs à l’échangeur du Vercors), le secteur centre (de l’échangeur du Vercors à celui du Rondeau) et le secteur sud (du Rondeau à la RN 85). Parmi les principales réalisations envisagées : une voie de circulation supplémentaire dans les deux sens (ouverte à tous en permanence sur le tronçon centre, uniquement aux heures de pointe sur les secteurs nord et sud) ; la réduction de la vitesse maximale autorisée à 70 km/h (elle était passée de 110 à 90 km/h en 2002) en permanence entre les échangeurs du Vercors et du Rondeau (car 2 × 3 voies en permanence), et uniquement aux heures de pointe au nord et au sud (donc 90 km/h en heure creuse, quand il n'y a que 2 voies) ; le réaménagement des différents échangeurs (notamment des Martyrs, du Vercors et du Rondeau). »
Une première phase de travaux (prévue alors en 2015) permettrait la création d'une troisième voie réservée à droite dans le sens nord-sud entre l’A48 et l’échangeur du pont du Vercors avec la création de voies d’entrecroisement, permettant aux véhicules de s’insérer dans le trafic en fonction des échangeurs) puis la création d’un accès direct à la Presqu’île scientifique depuis l’A480 dans le sens Lyon-Grenoble. Ce projet, au niveau local (Métro et département) n'est pas très bien accueilli ; d'une part, en raison de l'engagement de l'État sur le plan financier qui reste très limité et d'autre part, en raison du manque de solution par l'État pour engager le réaménagement complet de l'échangeur du Rondeau, dépassé et vétuste, considéré au niveau local comme une des principales causes de l'engorgement du trafic routier, mais restant d'un coût élevé pour être uniquement assuré par les deux collectivités.
Bien que considéré comme un projet inutile et dispendieux par l'association pour le développement des transports en commun (ADTC), groupe d'écologistes grenoblois promouvant l'usage des transports en commun, ces travaux d'élargissement à 2 × 3 voies doivent débuter en 2015 pour une mise en service en 2016.
Un décret est signé le 21 août 2015 concernant ces travaux, mais en décembre 2015, le nouveau maire écologiste de Grenoble, Éric Piolle, élu en 2014, dépose un recours gracieux auprès du Premier ministre contre ces travaux. Le 8 décembre, Jean-Pierre Barbier, président du conseil départemental de l'Isère lui répond à ce sujet en annonçant des “Rendez-vous de la mobilité” pour la première semaine de février à Grenoble. À ses côtés, des chefs d'entreprises de l'agglomération grenobloise signent un manifeste pour l'élargissement affirmant que « l'engorgement » de la zone représente « un vrai danger pour l'économie ». De son côté Christophe Ferrari, président de la métropole de Grenoble promet que la « métropole et les communes qui la composent parleront d'une seule voix » mais sans pour autant prononcer le mot d'élargissement. Il rappelle qu'un autre projet, celui du réaménagement de l'échangeur du Rondeau fait l'unanimité dans la classe politique locale. Pour Jean Vaylet, président de la Chambre de commerce et d'industrie de Grenoble, « l'élargissement de l'A480 et la réfection de l'échangeur du Rondeau sont tous les deux indispensables et complémentaires ».

#### Le projet «remanié»

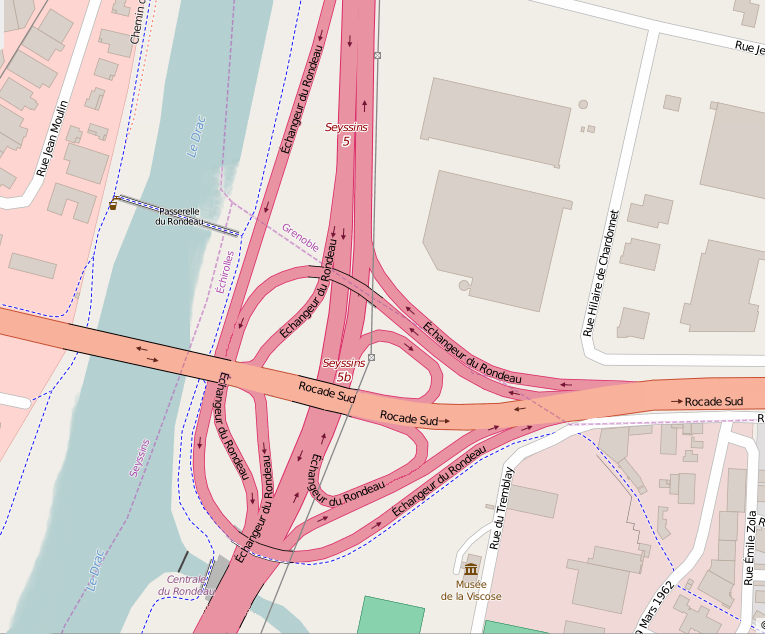
Carte de l'échangeur du Rondeau en 2015. L'A480 correspond à l'axe nord-sud.

À la suite de nombreuses tractations entre l'État et les collectivités locales (notamment la Métropole et le département), un accord finit par aboutir un 2016 avec l'arrivée d'un nouveau protagoniste, la société AREA, appartenant à Eiffage, qui gère les trois autoroutes d'accès à l'agglomération grenobloise.
Le 15 septembre 2016, Christophe Ferrari obtient un accord sur l'aménagement de l'A480 qui doit passer à deux fois trois voies en 2022 entre l'échangeur du Rondeau et celui de Fontaine sans élargir l'emprise de l'autoroute et avec limitation de vitesse à 70 km/h, accord qui n'avait jamais pu être trouvé compte tenu de l'importante mobilisation des écologistes contre ce projet,. Cependant, le 10 juillet 2017, le conseil municipal à majorité écologiste dirigé par Éric Piolle émet six réserves concernant ces travaux, laissant présager un avis défavorable sur ce projet de réaménagement.

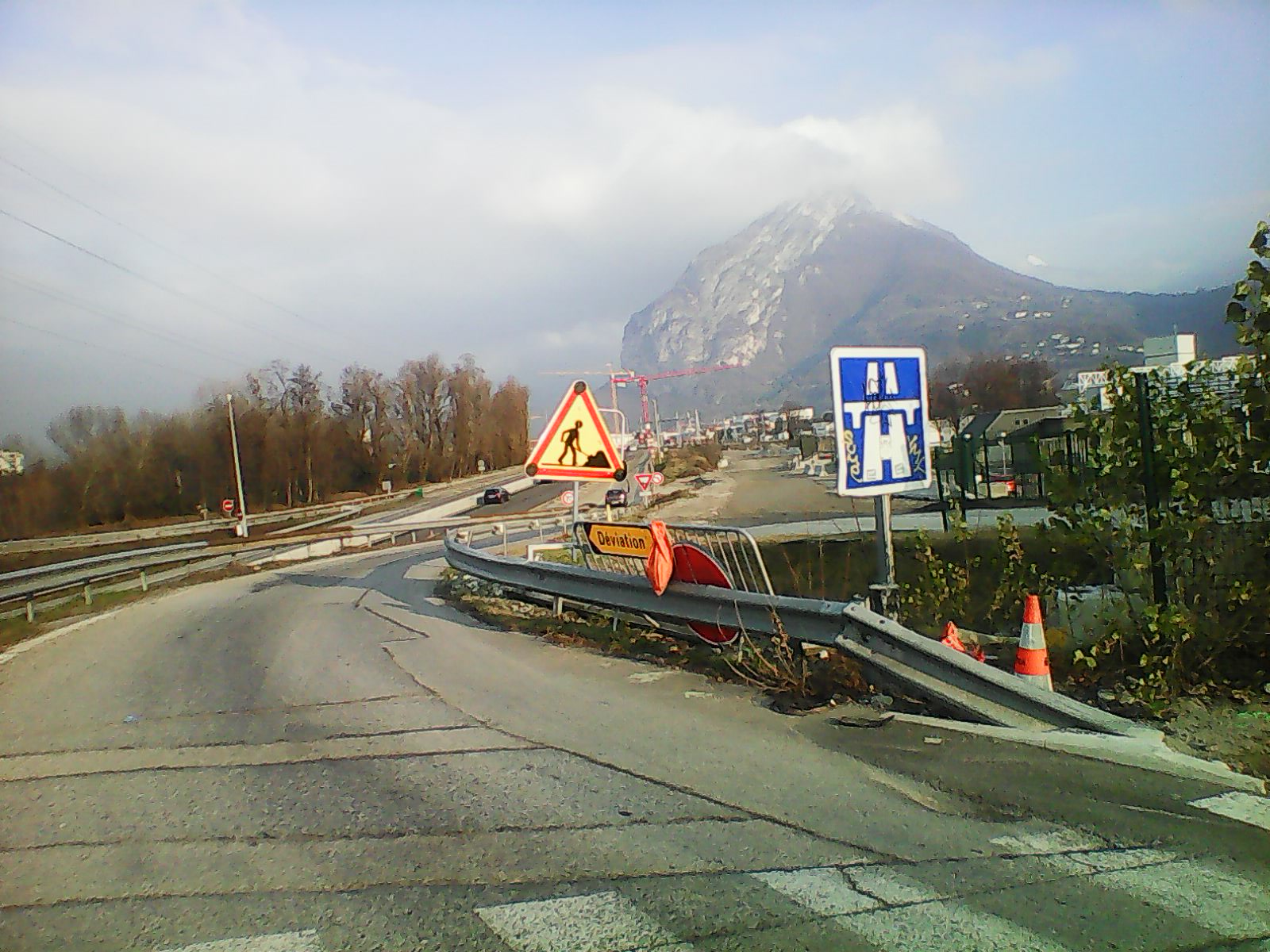
La bretelle Horowitz en construction en janvier 2019

Un protocole d'intention entre les parties prenantes du dossier avait pourtant été envisagé dès la fin de l'année 2016. Le passage à 2 × 3 voies, sans élargissement de l’emprise autoroutière, est alors acté, avec un maintien à 2 × 2 voies au-delà des échangeurs de Sassenage et du Rondeau. La limitation de la vitesse à 70 km/h sur cette portion urbaine est évoquée afin de répondre aux demandes de la municipalité grenobloise. La réalisation d'une tranchée couverte au niveau de l'échangeur du Rondeau afin de séparer les flux est prévue. La création d'une nouvelle bretelle d'accès au niveau de la Presqu'île, le réaménagement des échangeurs du Pont du Vercors et de l'avenue des Martyrs, l'aménagement d'une promenade piétonne le long du Drac et l'installation d'une passerelle piétons/cycles franchissant l'Isère sont également évoqués par la métro.
En parallèle avec le projet d'élargissement à trois voies, des travaux sont initiés dès la fin de l'année 2018 afin de créer une nouvelle bretelle d'accès entre l'autoroute, le secteur du pont du Vercors et la presqu'île de Grenoble.

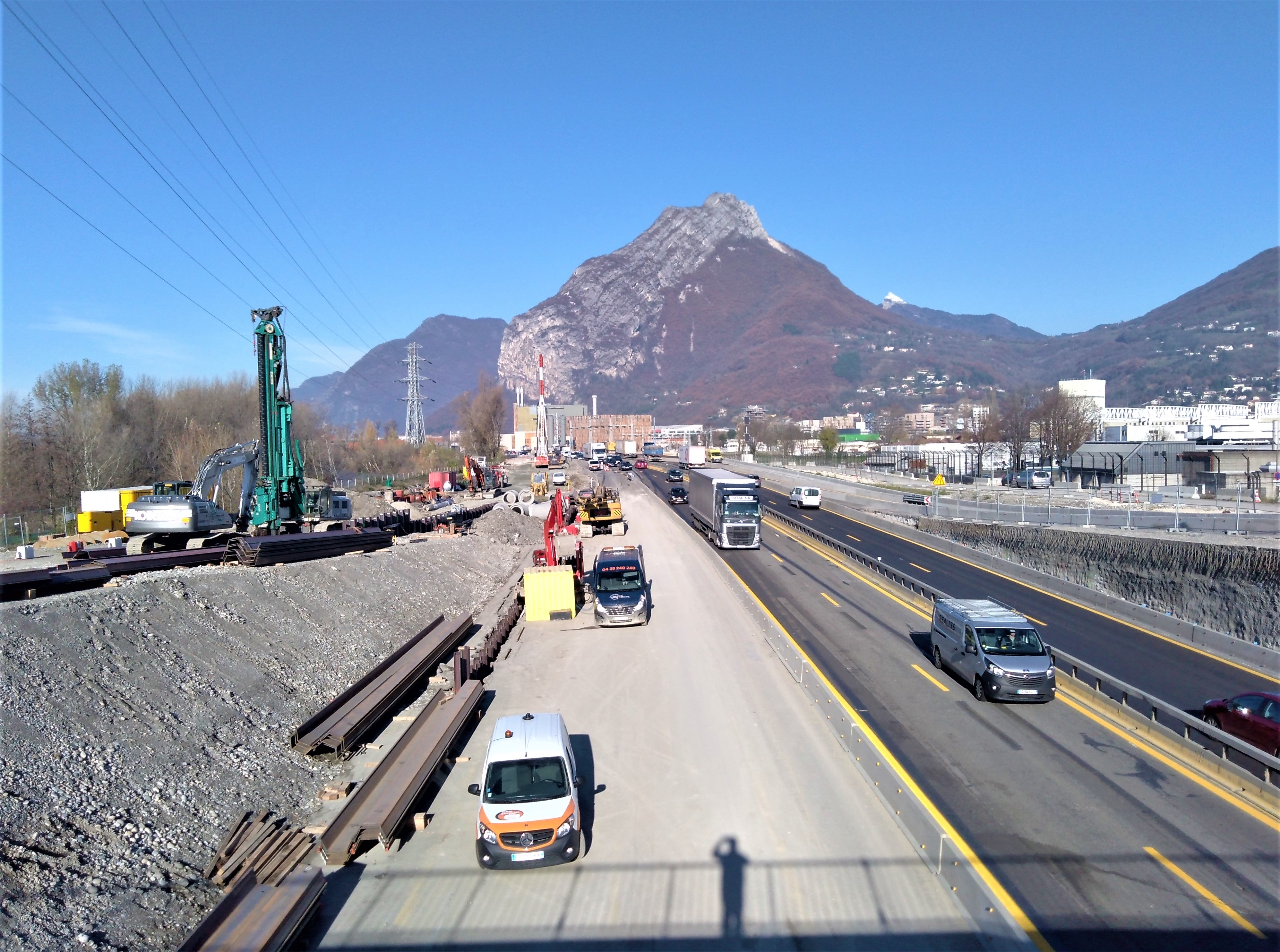
Reconstruction de la bretelle de sortie de Fontaine (partie nord) en décembre 2019

En mars 2018, la commission d'enquête émet un avis favorable sur le projet de réaménagement de l’A480 et de l’échangeur du Rondeau. Une seule réserve est émise quant à la continuité des écrans phoniques que le concessionnaire devra lever. La limitation de la vitesse à 70 km/h et le renforcement du verrou Nord, réclamés par la municipalité de Grenoble, sont relégués au rang de simples recommandations par la commission. L’arrêté préfectoral de déclaration d’utilité publique (DUP) est signé par le préfet de l’Isère le 23 juillet. Les travaux, soumis encore à l’enquête publique au titre de l’autorisation environnementale, devraient normalement commencer en 2019.
La fédération Rhône-Alpes de protection de la nature (FRAPNA) émet des réserves vis-à-vis de ce dernier projet, reprenant ainsi les avis publiés par le conseil national de protection de la nature, publié en 2018. La FRAPNA y indique ses inquiétudes en matière de boisement des rives du Drac, torrent longé par l'autoroute ainsi que sur la dégradation de la qualité de l'air dans une agglomération déjà saturée de polluants.
Le projet a été estimé à 380 millions d'euros dont 300 millions supportés par AREA pour l'A480 et 80 millions pour l’échangeur financés à hauteur de 43 % par l’État, 28 % par la Métropole, 21 % par le département de l'Isère et 8 % par la région Auvergne-Rhône-Alpes.

#### Calendrier des travaux

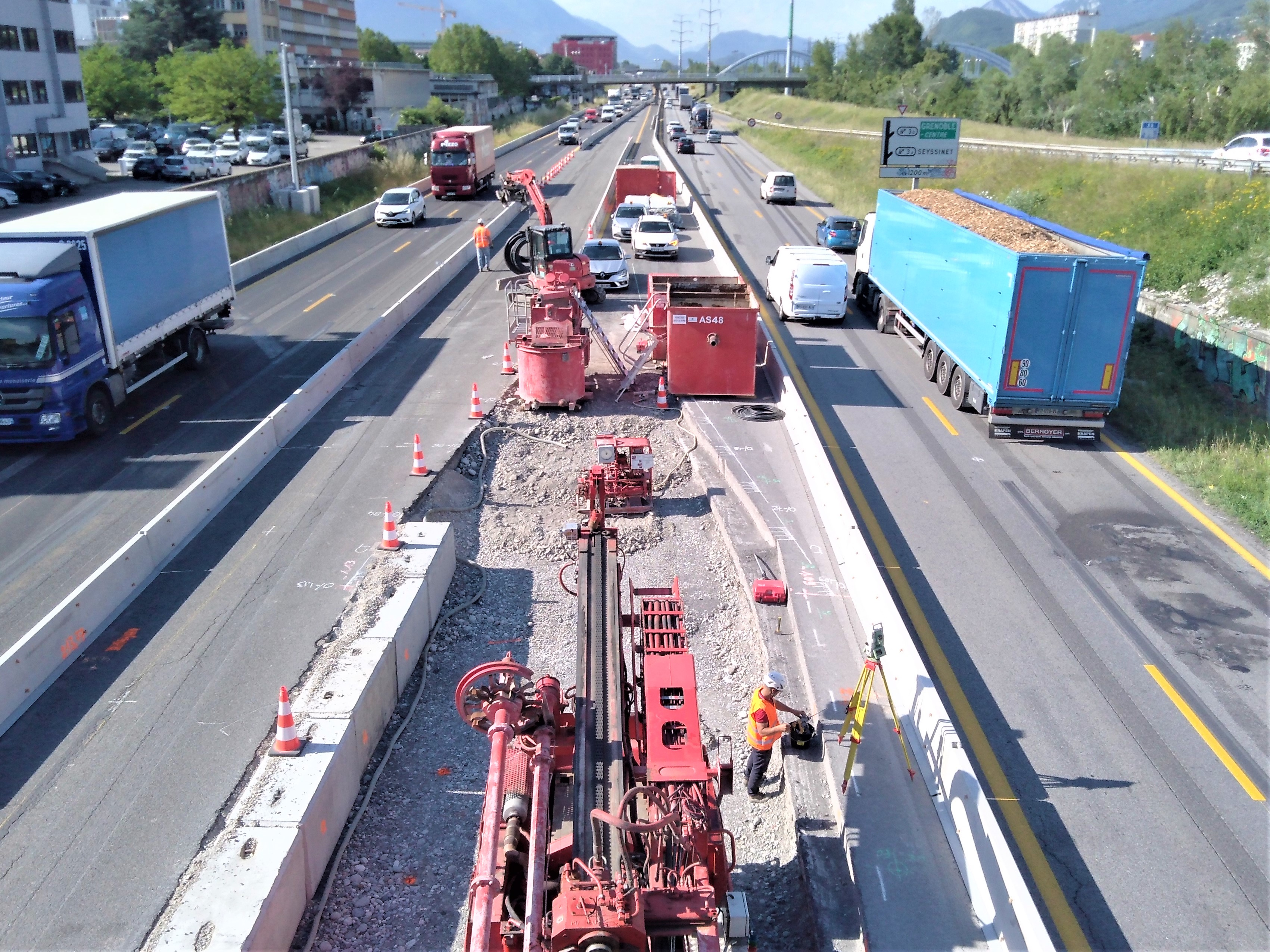
Travaux d'installation de pile d'un pont sur l'A480 en juin 2019 au niveau de la sortie Fontaine (partie sud).

Selon le site officiel du ministère des transports et de l'écologie, le calendrier de l'ensemble des chantiers spécifique au nouvel aménagement de l'A480 se présente ainsi :
- travaux sur l'ensemble des voies : années 2019 → 2022 ;
- travaux sur le secteur du synchrotron (Grenoble Presqu'île) : années 2019 → 2021 ;
- travaux sur le viaduc Isère (Grenoble - Saint-Martin-le Vinoux) : années 2019 → 2022 ;
- travaux sur le diffuseur des martyrs (Grenoble - Sassenage) : années 2020 → 2022 ;
- travaux sur le diffuseur Vercors et élargissement du pont (Grenoble - Fontaine) : années 2021 → 2022;
- travaux sur le secteur Vallier (Grenoble - Seyssinet-Pariset) : été 2019 → été 2020 (hors périodes scolaires) ;
- travaux sur le mur du quartier Mistral (Grenoble) : fin année 2019 → début année 2020 ;
- travaux d'équipements de la chaussée (ensemble de la voie) : années 2020  →  2021;
- mise en service prévue : fin de l'année 2022.

Les travaux d'aménagement du secteur du Rondeau, dont les études sont en cours en 2019, devraient commencer à partir du 2e semestre 2020. Les travaux, sont prévus pour être réalisé principalement de jour et sous circulation maintenue à 2 × 2 voies entre l’A480 et la rocade est.
Parallèlement au chantier, un mur protecteur anti-bruit végétalisé, dénommé « Natura Wall », est installée le long de la voie autoroutière afin de protéger certains riverains (côté Grenoble) du bruit lié à la circulation automobile.
Le 21 juillet 2022 un premier tronçon de  2 × 3 voies est ouvert entre le Rondeau et le diffuseur Vercors.

## Polémiques

### Concernant le projet

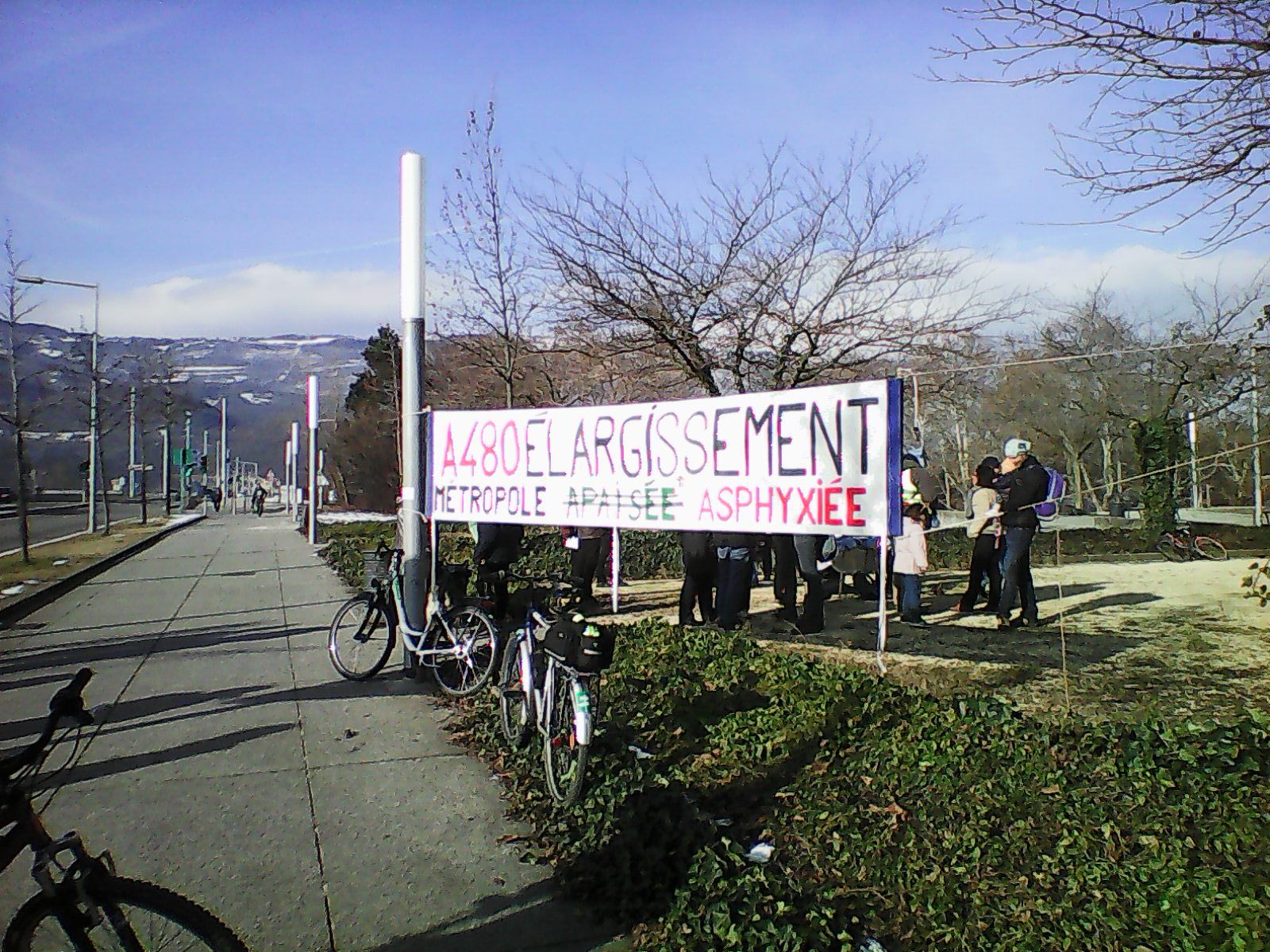
Banderole des opposants à l'élargissement de l'A480 installée à l'entrée de l'échangeur de Catane le 26 janvier 2019.

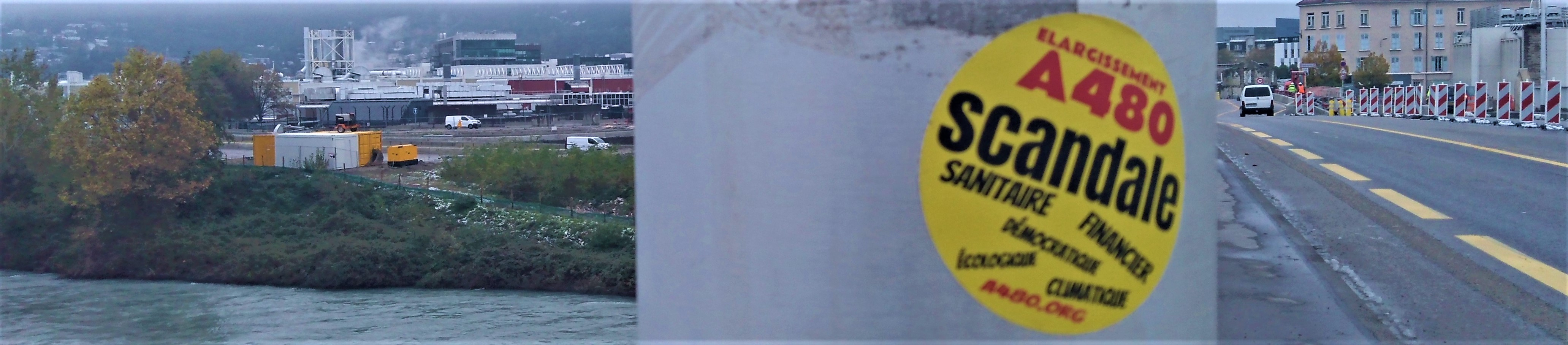
Autocollant contre l'élargissement de l'A480 et ses travaux en arrière plan.

#### Actions et recours
À la fin du mois de septembre 2018, quatre citoyens grenoblois ont déposé un premier recours pour faire annuler la déclaration d’utilité publique signée par le préfet de l’Isère le 23 juillet, préalable au projet de réaménagement de l'A480. Ce recours peut retarder les travaux initialement prévus pour commencer au premier trimestre 2019.

Le 17 janvier 2019, le quotidien régional grenoblois le Dauphiné libéré publie une tribune signée par 135 scientifiques locaux afin d'interpeller les pouvoirs publics afin de les convaincre de renoncer à l'élargissement de cette portion urbaine de l'autoroute. Selon Samuel Morin, chercheur à l'origine de cette tribune : 
« Toutes les routes qui ont déjà été élargies ont fini par subir une augmentation du trafic. C'est un effet pervers qui n'a pas été pris en compte dans les enquêtes publiques. »
À la suite d'un communiqué paru dans le Dauphiné libéré le 17 janvier 2019, les maires de deux communes riveraines de l'A480, Jean-Paul Trovero (PCF) pour Fontaine (mais non réélu en 2020) et Christian Coigné (UDI) pour Sassenage, ont fait connaître leur opposition à toute remise en question du projet de 2018.
Le 18 février 2019, une trentaine de membres de diverses associations écologistes, opposants à l'élargissement de cette autoroute urbaine, ont bloqué le chantier d'abattement des arbres dans un parc situé à proximité de l'A480, à Grenoble, puis ils ont été délogés par les forces de l'ordre.
Le 1er mars 2019 le tribunal administratif de Grenoble rejette la demande de suspension en référé introduit par quatre particuliers domiciliés dans la commune de Grenoble.
L'association de protection de la nature FRAPNA Isère décide, à son tour, le 23 mai 2019, de saisir le tribunal administratif de Grenoble en vue de faire annuler le second arrêté préfectoral au titre de l'autorisation environnementale. L'association locale, contestant la légalité des travaux de défrichement, a également porté plainte contre la société AREA.
Les recours des opposants à l'élargissement ont tous été successivement rejetés par le tribunal administratif de Grenoble, le 2 juillet pour celui des quatre riverains et à la fin juin pour celui déposé par la FRAPNA.

#### Des travaux inutiles?
Selon Frédéric Héran, économiste des transports et urbaniste, maître de conférences à l'université de Lille 1, cette voie « une fois élargie, sera saturée dans les années, voire les mois qui suivront sa mise en fonction ». Le professeur a réalisé cette courte analyse de façon bénévole, le 11 avril 2019, à la demande du collectif pour des alternatives à l’élargissement de l’A480. La société AREA considère, en réponse à ces déclarations, que « la hausse du trafic sera compensée, et donc annulée, par le développement du réseau de transports sur l’agglomération », renvoyant ainsi cette éventualité de saturation dans le camp des collectivités locales.

### Concernant la concession
En février 2014, les agents de la DIR Centre-Est ont manifesté directement sur l'A480. Ces agents publics protestent contre la prévision du rattachement des tronçons urbains de l'A480 et l'A48 à la société AREA, qui entraînerait, à leurs yeux, une privatisation de facto. À cette occasion, des banderoles et des pancartes ont été installées par des employés, le long du tronçon autoroutier. 
L'A480 est cependant concédée en 2017, à la suite d'un accord entre l'État et la société concessionnaire qui s'engage, dès lors, à entretenir ce tronçon et à participer à son aménagement en vue de son éventuel élargissement. Une polémique s'engage également sur le plan politique à propos du contenu de cet accord.

### Concernant le bruit
L'A480 est une autoroute entièrement urbaine qui traverse des zones densément peuplées, notamment le secteur d'immeubles des quartiers orientaux des villes de Fontaine, de Seyssinet-Pariset et de Seyssins, situés à l'ouest du tronçon, et les immeubles des quartiers Europole, Berriat, Eaux-Claires et Paul Mistral à Grenoble, situés à l'est de l'A480. Le passage à trois voies pourrait donc entraîner de nouvelles nuisances pour les habitants de ces secteurs, si aucun aménagement spécifique n'est prévu pour les protéger. 
Un mur anti-bruit entre l'échangeur de Catane-Seyssinet et du pont du Vercors-Fontaine est revendiqué par l’union de quartier Berriat-Saint-Bruno-Europole à Grenoble auprès des autorités municipales.

## Faits insolites

### Le loup de l'A480
Le 7 mai 2010, un canidé a été percuté par un camion dans la partie sud de l'A480 au niveau de la commune d'Échirolles, à proximité de la zone commerciale de Comboire, non loin des falaises du Vercors. Autopsié ultérieurement par les services vétérinaires, l'animal avait cependant bien été identifié comme étant un loup. Selon les spécialistes locaux, le lieu de l'accident correspond à un couloir écologique où transitent différents animaux.

### L'incendie de détritus
Le 23 février 2016, un incendie de détritus s'est déclaré dans un petit tunnel piétonnier passant sous l'échangeur dit des Eaux Claires, situé à la limite de la sortie n°4 de l'A480. L'accès à cette sortie fut dès lors interdit à la circulation automobile durant plusieurs semaines et les véhicules furent déviés vers les autres échangeurs.